# Omaccio
La formazione rocciosa nota come Omaccio si trovava sulla Punta della Contessa, all'estremità occidentale della spiaggia di Lacona, all'isola d'Elba. 
Si trattava di una particolare formazione di porfido monzogranitico posta su base serpentinitica, chiamata anche Vescovo, che fu abbattuta da una violenta mareggiata di scirocco intorno al 1935.
Il toponimo deriva dall'aspetto antropomorfo della formazione rocciosa.